# Võ Minh Nhất
Võ Minh Nhất (sinh năm 1979 tại Bình Định, Việt Nam) là một vận động viên cờ tướng Việt Nam. Anh là nhà vô địch quốc gia năm 2010.
Tính đến 2015, Võ Minh Nhất vừa là vận động viên kiêm lãnh đội của đội tuyển cờ tướng tỉnh Bình Phước tham gia các giải cờ tướng cấp quốc gia và quốc tế.

## Thành tích
- Vô địch quốc gia 2010
- Giành hạng nhì giải Đấu thủ mạnh toàn quốc năm 2010
- Huy chương bạc đồng đội TG, HCĐ đối thủ mạnh năm 2011
- Huy chương bạc đồng đội châu Á, huy chương đồng đối thủ mạnh năm 2012
- Hạng 4 cá nhân châu Á (2013) sau khi thua Hứa Ngân Xuyên ở bán kết.[2]
- Hạng 3 cá nhân và giúp đội tuyển Bình Phước giành hạng 3 chung cuộc tại giải ” Tường An Bôi 2014″ – TP Hạ Môn (Trung Quốc)